# Марчелло Крака
Марчелло Крака (нім. Marcello Craca; нар. 27 жовтня 1974) — колишній німецький тенісист.
Найвищу одиночну позицію світового рейтингу — 90 місце досяг 12 січня 1998 року.

## Титули на челленджерах

### Одиночний розряд: (1)
| Ранг | Рік  | Турнір          | Покриття | Суперник у фіналі | Рахунок у фіналі |
| ---- | ---- | --------------- | -------- | ----------------- | ---------------- |
| 1.   | 1999 | Софія, Болгарія | Ґрунт    | Орлін Станойчев   | 7–6, 6–0         |